# 北川 (大熊猫)
北川是一只雌性大熊猫，2010年4月26日上午于四川省北川县被救起，后栖于成都大熊猫繁育研究基地。是汶川大地震后于北川发现的首只野生大熊猫。

## 发现及救起
2010年4月26日，北川被四川省北川县小坝乡江河村的一位农民发现，成都大熊猫繁育研究基地随即派出一支救护小组前往救援。北川被发现时，体重只有50千克，内脏受损极为严重，肝、膽、胰都受到了嚴重的傷害。次日被带到成都大熊猫基地接受治疗。
到成都之后，北川接受了药物治疗与精心饲养，身体状况得到改观。

## 定居成都
北川于成都接受了一年治疗，但其血液结果及超声波检查仍未达正常水平。故被留在成都，于2011年正式登陆圈养大熊猫谱系，编号「765」。

## 名字由来
北川为汶川大地震后在北川发现的首只野生大熊猫，应市民要求而取名北川。

## 后代
2018年5月20日，北川在成都大熊猫繁育研究基地诞下一雌性幼崽，取名为“川仔”，谱系号为1121。